# 아하추
아하추(阿哈出, Ahacu, ?-?)는 중국식 이름인 이사성(李思誠)으로 알려졌으며, 훌리가이의 부족장(재위 : 1409년 ~ 1410년)이었다.
훌리가이(胡里改路)는 건주여진의 5부족 중 하나였다.
1388년 홍무제는 오돌리(오돌골), 훌리가이 그리고 투오원들과 조공 관계를 맺었으며, 그는 몽골에 대해 동맹을 시도하였다. 이리하여 여진족의 중화 과정이 시작되었다. 당시에 그들은 두만강 근처에 모여 있었다. 오래지 않아 다양한 여진족이 명나라 호칭을 수용하였다.
1403년 아하추(阿哈出)는 건주여진의 도지휘사사(都指揮使司) 사령관이 되었다.
그의 직위는 시기야누(Šigiyanu, 釋加奴, 중국식으로는 이현충 李顯忠)를 거쳐 이만주(李滿住, ?~1467)에 의해 계승되었다.